# Deiparae Virginis Mariae

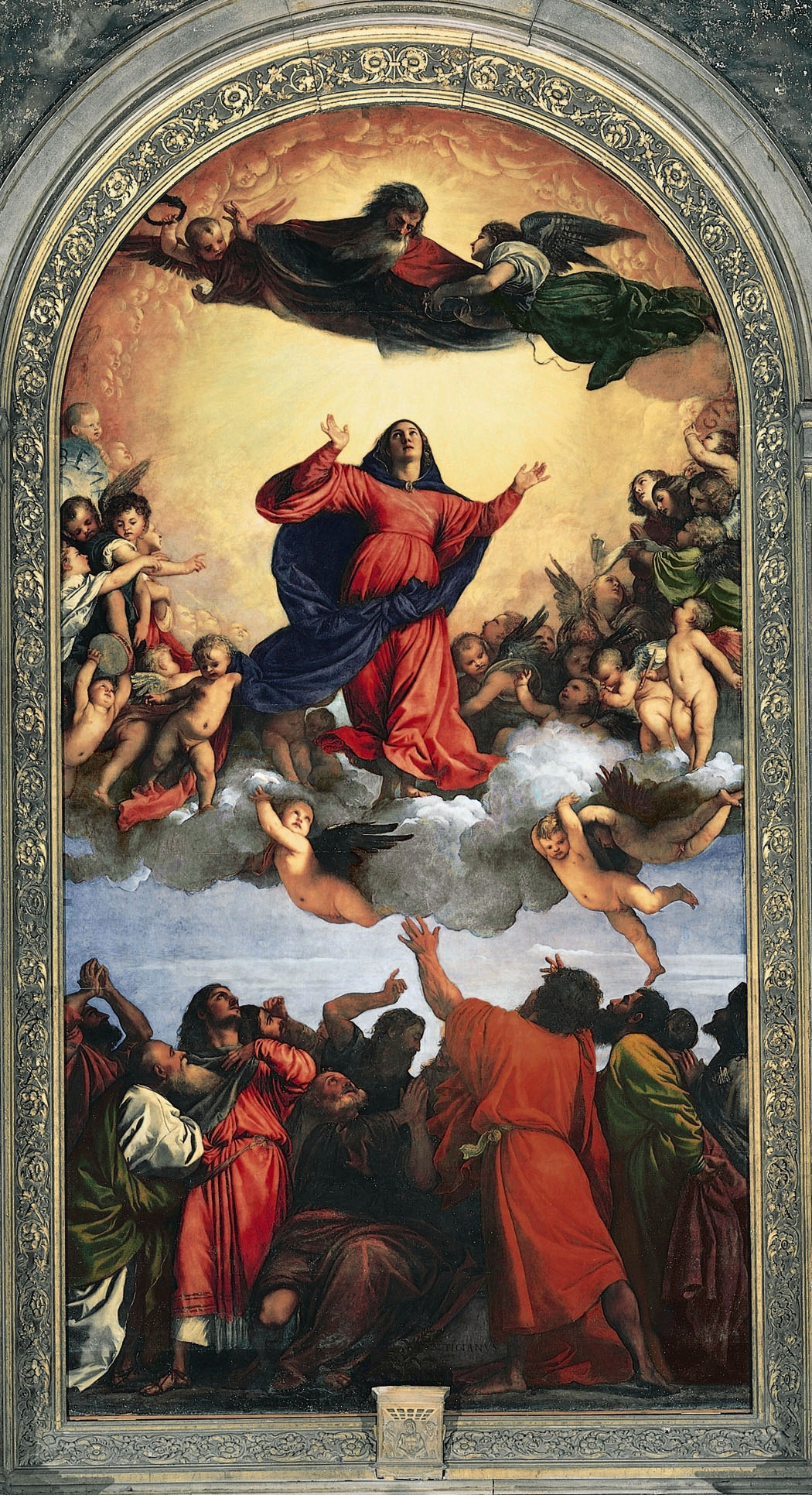
Maria Tenhemelopneming door Titiaan

Deiparae Virginis Mariae (Latijn voor de gezegende Maagd Maria) was een encycliek, uitgevaardigd door paus Pius XII op 1 mei 1946 waarin hij opriep tot advies inzake het dogma Maria-Tenhemelopneming.
Verzoeken om het uitroepen van een geloofsdogma inzake Maria-Tenhemelopneming waren al sinds 1849 bekend bij het Vaticaan. Initiatieven hiertoe gingen niet alleen uit van de geestelijken maar ook gelovigen, verenigingen en universiteiten hadden het Vaticaan schriftelijk benaderd. Ook tijdens het Eerste Vaticaans Concilie was het onderwerp ter sprake gebracht. Pius gaf aan, dat hij aanvankelijk zich terughoudend had opgesteld ten aanzien van de verzoeken, omdat hij de wetmatigheid maar vooral de gepastheid van een dergelijk verzoek wilde toetsen, niet in de laatste plaats door gebed.
De encycliek werd afgesloten met een oproep aan alle geestelijken om hun mening te geven inzake het uitroepen van het dogma fidei en in welke mate er sprake was van toewijding aan Maria-Tenhemelopneming onder hun achterban.

## Bijzonderheden
De oproep werd aanvankelijk gepubliceerd en gecategoriseerd als een pauselijke brief. Vanaf 1950 werd het document als een encycliek beschouwd.
De plechtige dogmaverklaring zou door Pius XII op 1 november 1950 - met de apostolische constitutie Munificentissimus Deus - worden uitgesproken.
Binnen de rooms-katholieke kerk is Maria-Tenhemelopneming een hoogfeest en wordt op 15 augustus gevierd. In de orthodoxe kerk (waar gesproken wordt van het feest van het Ontslapen van de Moeder Gods) wordt het begrip "dogma" niet gehanteerd. De protestantse kerk op haar beurt zou vanaf het uitroepen het dogma afwijzen.